# Ouarkambou
Ouarkambou est une ville du Togo.

## Géographie
Ouarkambou est situé à environ 46 km de Dapaong, dans la région des Savanes.

## Vie économique
- Coopérative paysanne

## Lieux publics
- École secondaire